# Resfriado común
El resfriado común, también conocido como resfrío común, catarro o constipado, es una enfermedad infecciosa viral frecuente del aparato respiratorio superior que afecta la nariz, los senos paranasales, la faringe y la laringe. Es causado principalmente por los rinovirus, es autolimitada y puede afectar a personas de todas las edades. El virus se contagia a través del contacto con las secreciones nasales de la persona infectada o la inhalación de sus gotas de saliva. Los síntomas aparecen entre uno y dos días posterior al contacto.
Los síntomas incluyen generalmente rinorrea, coriza, obstrucción nasal, dolor de garganta, estornudos, malestar general, fiebre baja y tos; alcanzan su mayor intensidad entre el primer y tercer día de evolución y tienen una duración de siete a diez días, aunque ocasionalmente pueden persistir hasta por tres semanas. La fiebre se presenta con mayor frecuencia en niños. A medida que se avanza en edad, la incidencia del resfriado común es menor.
El resfriado común es un tipo de infección respiratoria alta distinto de la gripe, una infección viral más grave del tracto respiratorio que se diferencia por ser una enfermedad generalizada, con síntomas más intensos, especialmente en las vías respiratorias, las cuales suelen complicarse a nivel de los bronquios o pulmones. Asimismo, la gripe puede afectar simultánea, o sucesivamente, el cerebro, las meninges, el corazón, las vías digestivas y la musculatura. No obstante, muchas personas confunden ambos términos.

## Epidemiología

El resfriado común afecta a las vías respiratorias superiores.

Se trata de un tipo de infección respiratoria alta de origen viral altamente prevalente, que afecta a los adultos de dos a seis veces y a los niños de seis a diez veces al año. Aun cuando no es una enfermedad grave, el resfriado da cuenta de un 40 % del absentismo laboral y un 30 % del absentismo escolar.
El personal sanitario, incluyendo el odontológico tiene un riesgo, al menos potencial, de adquirir una enfermedad respiratoria como el catarro común en el ejercicio de su profesión.
Las mejores formas de evitar los resfriados son evitando el contacto con personas infectadas y mantener el sistema inmunitario en condiciones óptimas: durmiendo lo suficiente para sentirse descansado, reduciendo el estrés, llevando una alimentación adecuada y evitando el exceso de consumo de alcohol.

### Factores de riesgo
El pasar tiempo en un lugar cerrado con personas infectadas o en contacto cercano con una persona infectada aumenta el riesgo de contraer un resfriado. El catarro común es una infección transmitida por gotas, lo que significa que se transmite principalmente a través de la inhalación de pequeñas partículas que emite la persona infectada cuando tose, estornuda, o exhala. 
La poca humedad ambiental aumenta las tasas de transmisión viral. Una teoría es que el aire seco provoca la evaporación de agua, lo que permite que pequeñas gotitas con virus puedan dispersarse a mayor distancia y permanecer en el aire por un periodo de tiempo más prolongado.
Mojarse en la lluvia no es lo que causa el resfriado, mas esta acción facilita que los virus puedan entrar al organismo; de un modo particular en individuos que tienen un sistema inmunitario debilitado.

#### Hábitos
El hábito de fumar extiende la duración de la enfermedad aproximadamente tres días de promedio. El dormir menos de siete horas diarias se ha asociado con un riesgo tres veces mayor de desarrollar una infección cuando tal sujeto está expuesto a un rinovirus, en comparación con los que duermen más de ocho horas por noche.
Los niveles disminuidos de vitamina D en el plasma sanguíneo se asocian con un mayor riesgo de contraer un resfriado común. Aún no se ha determinado si esta asociación es causal.

#### Higiene
Con frecuencia el tocarse los ojos, la nariz o la boca con los dedos contaminados transmite el virus. Este comportamiento aumenta un tanto la probabilidad de transferencia de los virus de la superficie de las manos, lugar donde los virus resultan inofensivos, hacia el tracto respiratorio superior, donde pueden infectar los tejidos nasales. Algunos estudios muestran que el lavarse las manos con frecuencia y disminuir el tocar las membranas mucosas puede reducir la probabilidad de contraer un resfriado en adultos.

#### Ambiente frío

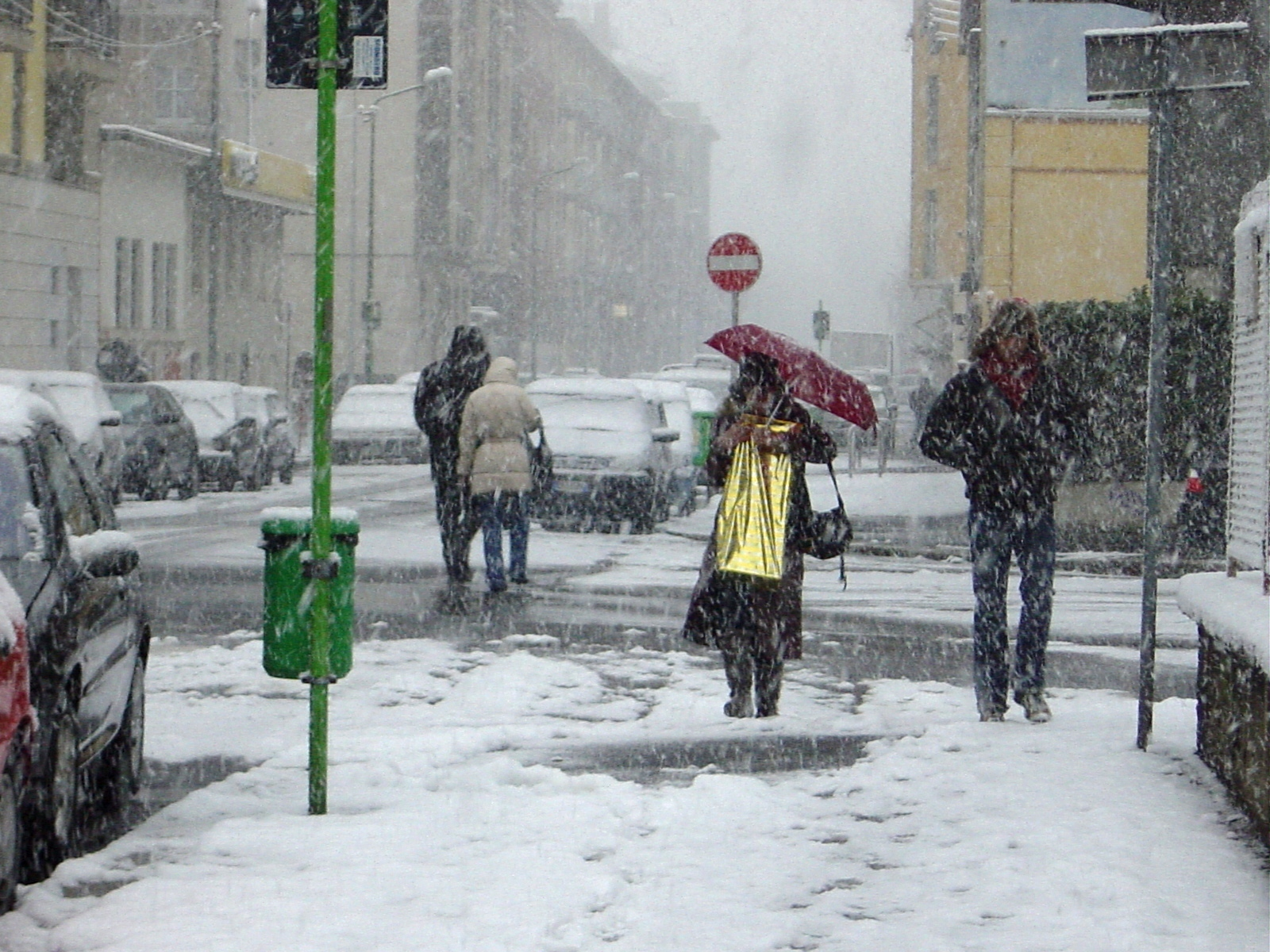
Nieve en Milán: Se observa un aumento de la incidencia de resfriados durante los meses de invierno en todo el mundo.

Aunque los resfriados comunes son estacionales, con más casos en invierno, no hay pruebas científicas de que una exposición corta al frío incremente la susceptibilidad a la infección, lo cual puede significar que la variación por estaciones viene dada por un cambio en el comportamiento, como por ejemplo, el hecho de pasar mayor tiempo en espacios cerrados, en contacto cercano con los demás.
Un estudio demostró que la exposición al frío hace que aparezcan síntomas del constipado en un 10 % de las personas así expuestas, y que los sujetos que experimentan este efecto reportan con más frecuencia la aparición de resfriados en general que aquellos no afectados por exposición al frío.
Con respecto a la causa de los síntomas, las investigaciones en el Centro del Resfriado Común de la Universidad de Cardiff condujeron a un estudio para «probar las hipótesis de que un enfriamiento agudo de los pies causa el comienzo de los síntomas del resfriado común». El estudio evidenció que los sujetos tenían más síntomas de catarro al cabo de 5 días, probablemente porque la constricción de los vasos sanguíneos de los orificios nasales puede llevar a reducir la capacidad inmunológica en el tracto respiratorio superior.
Por otro lado, se sabe que en épocas invernales el movimiento rítmico acelerado de los cilios nasales disminuye en presencia del frío del otoño-invierno, lo que daría más tiempo para que los virus y las bacterias pasen a través del moco y logren infectar células corporales.[cita requerida]
Se suma a que las aves migratorias, importantes vectores de los virus desde el otro hemisferio, dejan una estela de virus en el aire, favoreciendo la aparición de epidemias.[cita requerida]

## Etiología

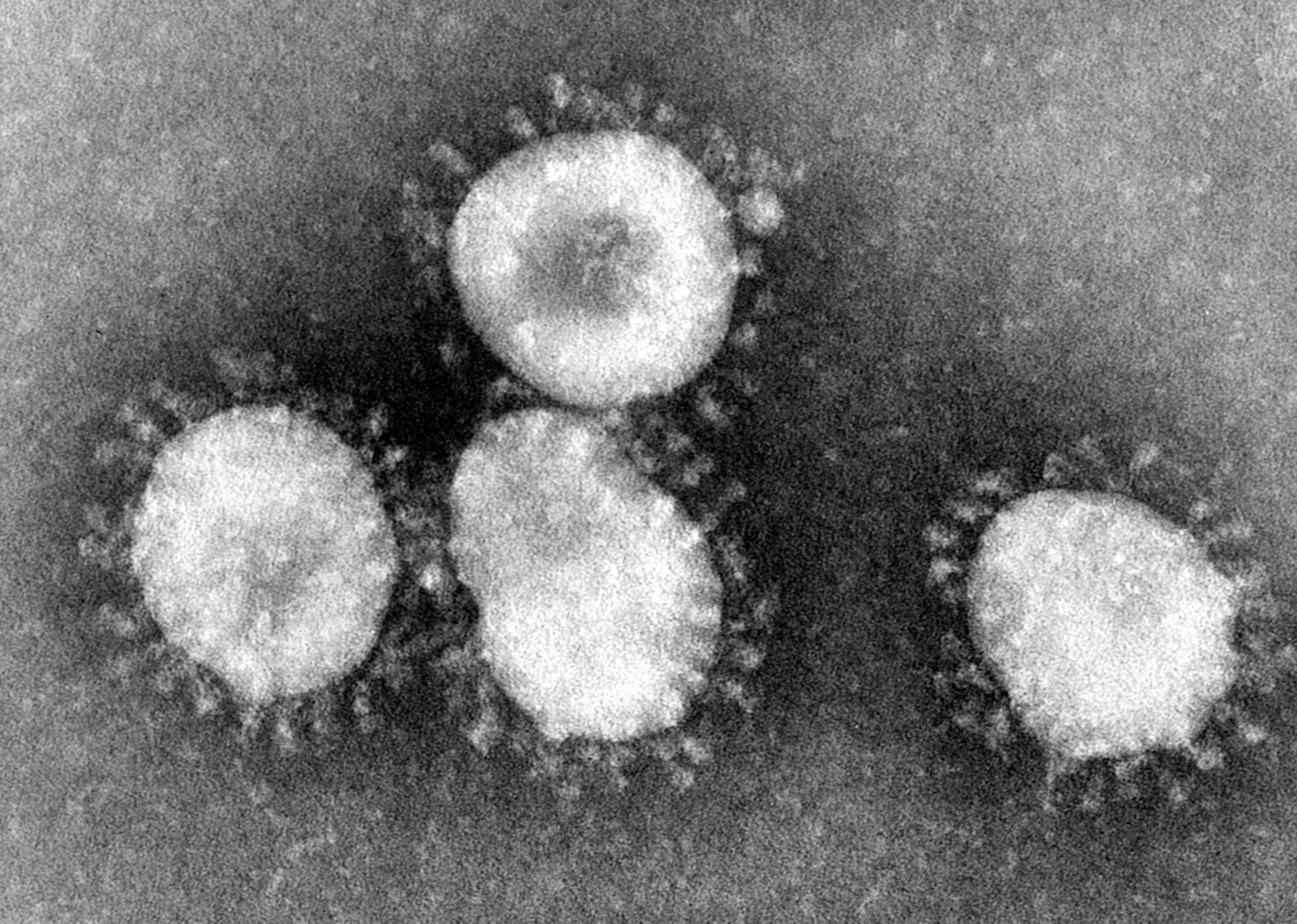
Coronavirus, también llamado resfriado, una versión mas grave de la enfermedad, no se debe de confundir con el Covid-19.

El resfriado común es una infección del tracto respiratorio superior producida por virus. En total más de 200 tipos virales serológicamente diferentes causan constipados. El virus más frecuentemente implicado es el rinovirus (24 a 52 % de los casos clínicos o 52 a 76 % de las infecciones con un patógeno identificado), que cuenta con 99 serotipos conocidos.
Otros virus que pueden producir resfriado común son los coronavirus (10-15 %), el virus de la influenza (5-15 %), los virus parainfluenza humano y el virus sincitial respiratorio entre otros de menor incidencia.

### Rinovirus
Los rinovirus constituyen la principal causa del resfriado común. El virus se replica entre 33 y 37 °C de temperatura. El período de incubación es de aproximadamente dos días.

### Coronavirus
Los coronavirus son los virus más particularmente implicados en los resfriados de adultos. Del total de más de 30 coronavirus identificados, 3 o 4 son los que causan infecciones en seres humanos, pero son difíciles de cultivar en el laboratorio, de manera que su significado sigue siendo poco comprendido. Los coronavirus que causan el catarro común son de los tipos 229E y OC43; ocasionalmente pueden producir neumonía en personas de edad avanzada, neonatos y pacientes inmunocomprometidos.

### Virus de la gripe
Los virus de la gripe también pueden causar constipados leves. La infección por virus de influenza se produce después de la transferencia de las secreciones respiratorias de una persona infectada a una persona inmunológicamente susceptible. Si el virus no es neutralizado por los anticuerpos secretores, invade las células del tracto respiratorio. Una vez dentro de las células del huésped, se produce una disfunción y degeneración celular, junto con la replicación viral y la liberación de la progenie viral. A diferencia de la gripe, el virus influenza causa resfriado común cuando no aparecen síntomas sistémicos resultado de mediadores de inflamación en el organismo. El período de incubación varía desde 18 hasta 72 horas.

### Adenovirus
Los adenovirus son virus de ADN, aislados por primera vez en los años 1950 en cultivos de células adenoides (de ahí el nombre), causan un 5% de los casos de resfriado común. Los adenovirus son una causa frecuente de infección asintomática del tracto respiratorio.

## Patogenia
Causado por numerosos virus (principalmente rinovirus, coronavirus y también ciertos echovirus y coxsackievirus) que infectan el aparato respiratorio superior. Se han descrito varios cientos de virus causantes del resfriado común. La variedad de agentes causantes hace muy ineficaz cualquier tipo de vacunación. Se transmiten de persona a persona a través de pequeñas gotas de saliva que se expelen al toser, hablar o durante los estornudos. Las gotas son inhaladas directamente o, más frecuentemente, se transmiten de mano en mano mediante apretones de mano u objetos como los pomos, manillas, barandillas, etc. y luego se introducen en los conductos nasales cuando la mano toca la nariz, la boca o los ojos.
El virus entra en las células de las paredes de la nariz y la garganta, y se multiplica rápidamente dentro de ellas. Los síntomas comienzan 1 o 2 días después de la infección. Son el resultado de los mecanismos de defensa del cuerpo: estornudos, goteo de la nariz y tos para expeler al invasor, y la inflamación para atraer y activar a las células inmunitarias. El virus se aprovecha de los estornudos y la tos para infectar a la siguiente persona antes de ser eliminado por el sistema inmunitario del cuerpo. Un enfermo es más infeccioso dentro de los tres primeros días de la enfermedad.
Tras un constipado común, el enfermo desarrolla cierta inmunidad al virus particular que le ha afectado. No obstante, debido a que la inmunidad generada no es demasiado potente y al gran número de virus del resfriado distintos que existen, esta inmunidad es limitada y una persona puede infectarse fácilmente por otro virus del catarro (o incluso por el mismo virus semanas-meses más tarde) y comenzar el proceso de nuevo.

## Cuadro clínico y diagnóstico
El resfriado común suele comenzar con un síntoma único tal como la sensación de irritación ocular o sequedad en la garganta, el que rápidamente se acompaña de otros síntomas tales como estornudos, secreción nasal, dolor de cabeza, congestión u obstrucción nasal, ojos llorosos, picor o dolor de garganta, disfonía, tos, cansancio, fiebre y sensación de malestar general. Una combinación de estos síntomas y signos puede extenderse por una semana o más. El diagnóstico se establece por la presencia de un conjunto variable de estos signos y síntomas, descartándose el diagnóstico si solo existe o predomina uno por sobre los demás, prefiriéndose en dicho caso la denominación del territorio afectado (faringitis, laringitis, rinosinusitis, etcétera).

## Prevención
Entre las maneras de evitar contraer un constipado están el evitar el contacto cercano con los enfermos actuales, lavarse meticulosa y regularmente las manos y evitar tocarse la cara. El frío aumenta la probabilidad de que se produzca un catarro, por lo que no conviene quedar demasiado frío, y menos con humedad.
Los jabones antibacterianos no tienen efecto sobre el virus del resfriado —es la propia acción mecánica de lavarse las manos la que elimina las partículas víricas—. Se recomiendan gel con alcohol para manos como método efectivo para reducir la concentración de los virus infecciosos en las manos. Sin embargo, al igual que al lavarse las manos, los geles con alcohol no proporcionan ninguna protección residual contra otra infección.
En algunos países como Japón las personas constipadas se colocan máscaras de cirujano como cortesía hacia los demás. En países de habla hispana, hay personas que al toser se cubren la boca y nariz con su jersey, camiseta, bufanda o pañuelo, para captar las micropartículas emitidas.[cita requerida]
Debido a la gran variedad de virus causantes del resfriado común, la vacunación es inviable.

## Tratamiento
En general, las personas tienen poco conocimiento científico respecto del resfriado común, tanto de sus causas como de su tratamiento, por lo tanto, los profesionales de la salud deben procurar educar y tranquilizar al paciente, ofrecer opciones para el alivio de síntomas y evitar el uso de antibióticos u otros medicamentos que no han demostrado efectividad.
El tratamiento del catarro consiste en el alivio de los síntomas, lo que conlleva al uso frecuente de medicamentos tanto de prescripción como de venta libre, y remedios caseros. La codeína es eficaz para tratar la tos improductiva, ya que disminuye la respuesta cerebral que desencadena la tos. El dextrometorfano, aunque químicamente emparentado con los opiáceos, no actúa sobre los mismos receptores, puede ser beneficioso en adultos con tos, pero su efectividad no ha sido demostrada en niños y adolescentes. Aunque la hidrocodona se indica a pacientes acatarrados y se ha demostrado que es eficaz para la tos en otras enfermedades, no ha sido estudiado bien en pacientes con resfriados. Los descongestionantes nasales orales e intranasales han demostrado ser capaces de aliviar los síntomas nasales con rapidez y pueden usarse en adolescentes y adultos por hasta tres días. Los antihistamínicos y los antihistamínicos combinación / terapias descongestionante pueden mejorar modestamente los síntomas en adultos, sin embargo, los beneficios deben sopesarse a los posibles efectos secundarios.[cita requerida] Los antihistamínicos no sedantes más nuevos no son eficaces contra la tos. El ipratropio tópico alivia los síntomas nasales en niños mayores y adultos. Los antibióticos no han demostrado mejorar los síntomas o acortar la duración del trastorno. No se recomiendan ciertas terapias complementarias y alternativas, incluyendo el uso de Echinacea y zinc, para el tratamiento de los síntomas del resfriado común. En contra de la creencia popular, la vitamina C no reduce ni previene los síntomas de la enfermedad. Se considera al resfrío común una enfermedad endémica.
No existe cura para el resfrío común, es decir, no hay tratamiento que combata directamente al virus. Solo el sistema inmunológico del organismo puede destruir con efectividad al invasor. Un resfriado puede estar compuesto por varios millones de partículas virales, y normalmente en pocos días el organismo comienza a producir en masa un anticuerpo más adecuado que pueda impedir que el virus infecte más células, además de glóbulos blancos que destruyen el virus mediante la fagocitosis y a las células infectadas para impedir más replicaciones del virus.
Por tanto, los tratamientos disponibles se centran en aliviar los síntomas, y también en ayudar al cuerpo a desarrollar sus defensas.
Para algunas personas, los catarros son inconveniencias relativamente leves, y pueden continuar con sus actividades cotidianas con una incomodidad tolerable. Se deben ponderar esta incomodidad y el precio y los posibles efectos secundarios de los remedios.
Los tratamientos comunes incluyen: analgésicos como el ácido acetilsalicílico, el acetaminofén o paracetamol, además de versiones localizadas para la garganta (recetadas a menudo en forma de pastillas), descongestionantes nasales que reducen la inflamación de las vías nasales, constriñendo los vasos sanguíneos locales, supresores de la tos (que funcionan como un narcótico, suprimiendo el reflejo cerebral de la tos o diluyendo la mucosidad de los pulmones), y antihistamínicos de primera generación, como la bromfeniramina, la clorfeniramina y la clemastina (que reducen la segregación de mucosa en la glándula correspondiente y combaten así el goteo y la congestión nasal, aunque también provocan somnolencia como efecto secundario). Los antihistamínicos de segunda generación no tienen efectos útiles sobre el resfriado. Se han hecho investigaciones sobre la acción coadyuvante en enfermedades respiratorias de las soluciones electrolizadas de superoxidación con pH neutro, por su amplio espectro contra bacterias, virus y hongos presentes en las fosas nasales, teniendo éxito al disminuir el proceso inflamatorio y mejorar los síntomas de congestión. Otra estrategia en el manejo de los síntomas es emplear combinaciones con distintos principios activos, bajo el principio terapéutico de realizar sinergismo de suma, es decir, aprovechar el efecto de fármacos con mecanismos de acción distintas; un ejemplo es el empleo de acetaminofén o paracetamol combinado con clorfeniramina para mejorar el malestar y la rinorrea, y existen así múltiples combinaciones en una sola presentación.
Procurarse un ambiente cálido y seco y beber gran cantidad de fluidos, especialmente líquidos calientes, alivia los síntomas en cierta manera.[cita requerida]
Los antibióticos son ineficaces contra el resfriado común y también contra cualquier otra infección viral. Son útiles para tratar cualquier infección bacteriana secundaria, pero el tratamiento con antibióticos antes de que se desarrollen estas coinfecciones es contraproducente, ya que puede generar una resistencia al medicamento.
No hay que olvidar que todos los medicamentos son para el alivio sintomático y no impiden la propagación de la infección a aquellos que nos rodean y hay que pensar en la cantidad de personas que infectaremos si seguimos con nuestro ritmo diario y por lo tanto, sería recomendable que las personas acatarradas usaran máscaras quirúrgicas.[cita requerida] Solo después de reaccionar nuestro cuerpo, generar defensas contra la infección y eliminar los síntomas de forma natural dejamos de ser portadores de la infección.[cita requerida]

## Complicaciones
Las bacterias que normalmente están presentes en las vías respiratorias se pueden aprovechar de la debilidad del sistema inmunitario durante un resfriado común y producir una coinfección. La infección del oído medio (en los niños) y la sinusitis bacteriana son coinfecciones comunes.